# Città murate italiane

Palmanova

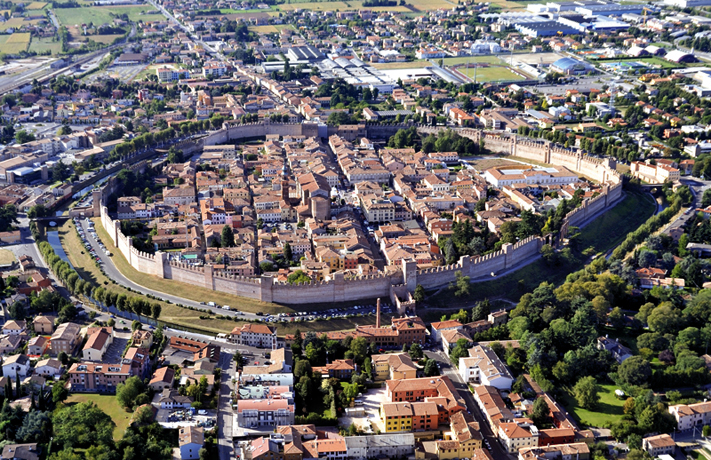
Cittadella

Le città murate italiane sono centri urbani che hanno conservato, almeno in parte, la cerchia delle mura di difesa costruita in epoca preistorica, etrusca, fenicia, greca, romana, medioevale o rinascimentale fino al XVII secolo.
L'elenco è parziale, in ordine alfabetico per regione e provincia.

## Abruzzo

### Provincia dell'Aquila
- L’Aquila

### Provincia di Chieti
- Lanciano

### Provincia di Teramo
- Civitella del Tronto
- Giulianova

## Basilicata

### Provincia di Potenza
- Melfi

## Calabria

### Provincia di Cosenza
- Cariati

### Provincia di Crotone
- Santa Severina

### Provincia di Reggio Calabria
- Roccella Jonica

## Campania

### Provincia di Avellino
- Montemiletto
- Torella dei Lombardi
- Lauro
- Avella

### Provincia di Benevento
- Mura di Benevento

### Provincia di Caserta
- Mura di Alife
- Mura di Capua
- Gioia Sannitica
- Sessa Aurunca
- San Felice a Cancello
- Vairano Patenora

### Città metropolitana di Napoli
- Napoli
- Ischia
- Procida

### Provincia di Salerno
- Mura di Salerno
- Caggiano
- Mercato San Severino
- Sarno
- Teggiano
- Felitto
- Scala
- Ravello
- Amalfi

## Emilia-Romagna

### Città metropolitana di Bologna
- Mura di Bologna

### Provincia di Ferrara
- Mura di Ferrara

### Provincia di Forlì-Cesena
- Mura di Cesena
- Terra del Sole

### Provincia di Modena
- Mura della Mirandola

### Provincia di Piacenza
- Piacenza
- Vigoleno

### Provincia di Reggio nell'Emilia
- Mura di Reggio Emilia

## Friuli-Venezia Giulia

### Provincia di Gorizia
- Gradisca d'Isonzo
- Gorizia

### Provincia di Pordenone
- Sacile
- San Vito al Tagliamento
- Spilimbergo

### Provincia di Udine
- Cividale del Friuli
- Palmanova
- Udine
- Venzone

## Lazio

### Provincia di Frosinone
- Ferentino
- Alatri
- Fumone
- Vico nel Lazio
- Anagni
- Arpino
- Atina
- Veroli

### Provincia di Latina
- Gaeta

### Provincia di Rieti
- Mura di Rieti
- Rocca Sinibalda
- Labro
- Casperia
- Leonessa
- Cittaducale

### Roma
- Mura di Roma
- Ostia Antica
- Nettuno
- Cerveteri

### Provincia di Viterbo
- Rocca di Nepi
- Oriolo Romano
- Tarquinia
- Mura di Tuscania
- Valentano
- Viterbo

## Liguria

### Genova
- Mura di Genova con fortificazioni

### Provincia di Imperia
- Ventimiglia

### Provincia della Spezia
- Mura di Levanto
- Portovenere

### Provincia di Savona
- Albenga
- Finale Ligure (rione Finalborgo)
- Noli
- Villanova d'Albenga

## Lombardia

### Bergamo
- Mura veneziane di Bergamo

### Provincia di Brescia
- Salò

### Como
- Mura di Como

### Provincia di Cremona
- Pizzighettone
- Soncino
- Crema, Mura venete di Crema
- Cremona
- Rivolta d'Adda

### Lecco
- Mura di Lecco

### Provincia di Mantova
- Castellaro Lagusello
- Fortezza di Asola
- Fortezza di Castel Goffredo
- Mura di Sabbioneta

### Città metropolitana di Milano
- Mura di Milano

### Provincia di Pavia
- Mura di Pavia

## Marche

### Provincia di Ancona
- Ancona
- Corinaldo
- Jesi
- Osimo
- Ostra
- Serra San Quirico
- Serra de' Conti

### Provincia di Ascoli Piceno
- Arquata del Tronto
- Ascoli Piceno
- Castel di Luco
- Castel Trosino
- Grottammare
- Marano
- Ripatransone
- Offida

### Provincia di Fermo
- Monterubbiano
- Moresco
- Sant'Elpidio a Mare

### Provincia di Macerata
- Colmurano
- Corridonia
- Macerata
- San Ginesio
- Sarnano
- Treia
- Urbisaglia

### Provincia di Pesaro e Urbino
- Cartoceto
- Fano
- Frontone
- Frontino
- Gradara
- Mondavio
- Mondolfo
- Pesaro
- Sassocorvaro
- Urbino

## Puglia

### Città metropolitana di Bari
- Altamura
- Bari
- Bitonto
- Ruvo di Puglia

### Provincia di Foggia
- Lucera (Arco di Porta Troia, Arco di Porta Foggia)

### Provincia di Barletta-Andria-Trani
- Barletta
- Bisceglie
- Trani

### Provincia di Brindisi
- Carovigno
- Ostuni
- Oria
- Mura di Brindisi
- Francavilla Fontana
- Ceglie Messapica

### Provincia di Lecce
- Lecce
- Acaya
- Castro
- Copertino
- Galatone
- Galatina
- Gallipoli
- Nardò
- Otranto
- Parabita
- Tricase
- Veglie

### Provincia di Taranto
- Manduria
- Martina Franca
- Taranto

## Piemonte

### Città metropolitana di Torino
- Torino (bastioni dei Giardini Reali e Murazzi del Po)
- Susa

### Provincia di Cuneo
- Fossano

### Provincia di Asti
- Mura di Asti

### Provincia di Alessandria
- Cittadella di Alessandria
- Novi Ligure

### Provincia di Biella
- Ricetto di Candelo

## Sardegna

### Cagliari
- Mura di Cagliari

### Provincia di Oristano
- Oristano

### Provincia di Sassari
- Alghero
- Sassari
- Castelsardo

### Provincia del Sud Sardegna
- Iglesias
- Sanluri
- Carloforte

## Sicilia

### Provincia di Agrigento
- Mura di Bivona

### Provincia di Caltanissetta
- Gela

### Provincia di Catania
- Catania
  - mura di Carlo V
- Aci Aquilia
- Aci Castello
- Adrano
- Caltagirone
- Castiglione di Sicilia
- Maletto
- Mineo
- Motta Sant'Anastasia
- Paternò
- Randazzo

### Provincia di Enna
- Enna
- Centuripe
- Piazza Armerina
- Sperlinga

### Provincia di Messina
- Brolo
- Messina
- Milazzo
- Taormina

### Palermo
- Mura di Palermo
- Cefalù
- Monreale

### Provincia di Siracusa
- Siracusa
- Carlentini
- Augusta
- Noto
  - Noto Antica

### Provincia di Trapani
- Erice

## Toscana

### Provincia di Arezzo
- Mura di Anghiari
- Mura di Arezzo
- Mura di Castiglion Fiorentino
- Mura di Civitella in Val di Chiana
- Mura di Gargonza
- Mura di Lucignano
- Mura di Marciano della Chiana
- Mura di Montemignaio
- Mura di Sansepolcro

### Città metropolitana di Firenze
- Mura di Barberino Val d'Elsa
- Mura di Campi Bisenzio
- Mura di Fiesole
- Mura di Firenze
- Mura di Lastra a Signa
- Mura di Malmantile
- Mura di Panzano
- Mura di Scarperia
- Mura di San Casciano in Val di Pesa

### Provincia di Grosseto
- Mura di Arcidosso
- Mura di Batignano
- Mura di Boccheggiano
- Mura di Caldana
- Mura di Campagnatico
- Mura di Cana
- Mura di Capalbio
- Mura di Castel del Piano
- Mura di Castiglione della Pescaia
- Mura di Civitella Marittima
- Mura di Cosa
- Mura di Gavorrano
- Mura di Gerfalco
- Mura di Giglio Castello
- Mura di Giuncarico
- Mura di Grosseto
- Mura di Istia d'Ombrone
- Mura di Magliano in Toscana
- Mura di Manciano
- Mura di Massa Marittima
- Mura di Montegiovi
- Mura di Montelaterone
- Mura di Montemassi
- Mura di Montemerano
- Mura di Montenero d'Orcia
- Mura di Montepescali
- Mura di Monterotondo Marittimo
- Mura di Montiano
- Mura di Monticello Amiata
- Mura di Montieri
- Mura di Montorio
- Mura di Montorsaio
- Mura di Orbetello
- Mura di Paganico
- Mura di Pari
- Mura di Pereta
- Mura di Pitigliano
- Mura di Porrona
- Mura di Porto Ercole
- Mura di Roccalbegna
- Mura di Roccastrada
- Mura di Roccatederighi
- Mura di Rocchette di Fazio
- Mura di Roselle
- Mura di Santa Fiora
- Mura di Saturnia
- Mura di Scansano
- Mura di Scarlino
- Mura di Seggiano
- Mura di Semproniano
- Mura di Sorano
- Mura di Sovana
- Mura di Talamone
- Mura di Tatti
- Mura di Torniella
- Mura di Travale

### Provincia di Livorno
- Mura di Campiglia Marittima
- Mura di Piombino
- Mura di Suvereto
- Mura di Livorno

### Provincia di Lucca
- Camaiore
- Mura di Barga
- Mura di Castelnuovo di Garfagnana
- Mura di Castiglione di Garfagnana
- Mura di Lucca
- Mura di Montecarlo
- Pietrasanta

### Provincia di Massa e Carrara
- Mura di Massa
- Mura di Carrara
- Mura di Fivizzano
- Mura di Pontremoli
- Mura di Gragnola
- Mura di Licciana Nardi
- Mura di Avenza
- Mura di Moneta
- Mura di Fosdinovo
- Mura di Lusuolo
- Mura di Mulazzo
- Mura di Filetto
- Mura di Caprigliola
- Mura di Casola in Lunigiana

### Provincia di Pisa
- Mura di Cascina
- Mura di Pisa
- Mura di Vicopisano
- Mura di Volterra

### Provincia di Pistoia
- Mura di Larciano
- Mura di Monsummano
- Mura di Pistoia

### Provincia di Prato
- Mura di Artimino
- Mura di Prato

### Provincia di Siena

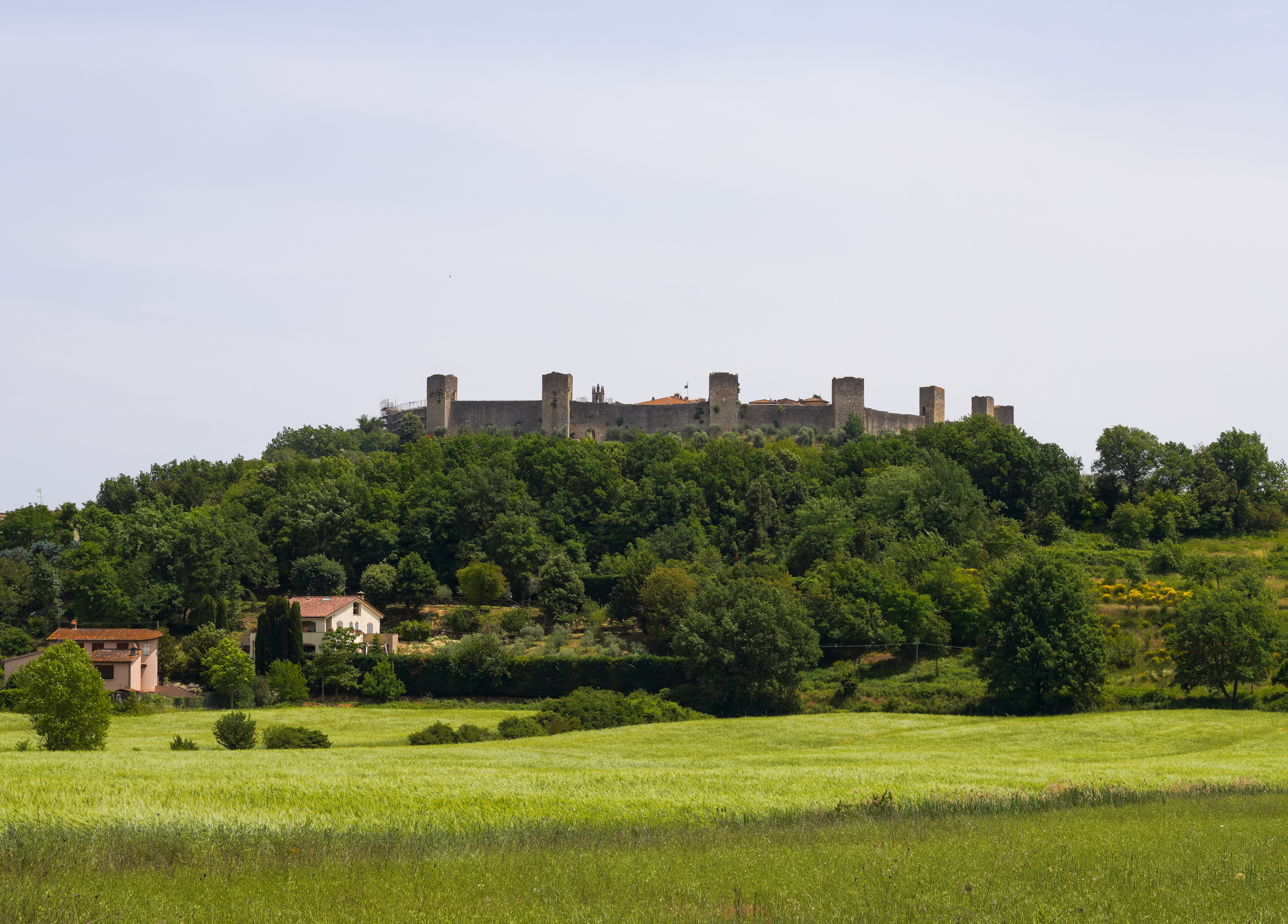
Monteriggioni

- Mura di Abbadia a Isola
- Mura di Abbadia San Salvatore
- Mura di Asciano
- Mura di Bagni di Petriolo
- Mura di Buonconvento
- Mura di Casole d'Elsa
- Mura di Castellina in Chianti
- Mura di Chianciano Terme
- Mura di Chiusdino
- Mura di Chiusi
- Mura di Colle di Val d'Elsa
- Mura di Lucignano d'Arbia
- Mura di Montalcino
- Mura di Montefollonico
- Mura di Montepulciano
- Mura di Monteriggioni
- Mura di Monticchiello
- Mura di Monticiano
- Mura di Piancastagnaio
- Mura di Pienza
- Mura di Radicofani
- Mura di Radicondoli
- Mura di Rapolano Terme
- Mura di Rigomagno
- Mura di Rocca d'Orcia
- Mura di San Gimignano
- Mura di San Quirico d'Orcia
- Mura di Sarteano
- Mura di Serre di Rapolano
- Mura di Siena
- Mura di Sovicille
- Mura di Staggia
- Mura di Tocchi
- Mura di Torrita di Siena
- Mura di Trequanda
- Mura di Vertine
- Mura di Vescovado di Murlo

## Umbria

### Provincia di Perugia
- Assisi
- Gubbio
- Mura di Perugia
- Spello
- Mura di Spoleto
- Norcia
- Città di Castello
- Castiglione del Lago

### Provincia di Terni
- Amelia

## Veneto
Secondo l'elenco delle città murate stilato dalla Regione.

### Provincia di Belluno
- Belluno
- Feltre
- Pieve di Cadore

### Provincia di Padova
- Camposampiero
- Cittadella
- Este
- Monselice
- Montagnana
- Mura di Padova
- Piove di Sacco
- San Martino di Lupari

### Provincia di Rovigo
- Rovigo

### Provincia di Treviso
- Asolo
- Castelfranco Veneto
- Castello di Godego
- Conegliano
- Oderzo
- Ormelle
- Pederobba
- Portobuffolé
- Roncade[2]
- San Zenone degli Ezzelini[2]
- Treviso
- Vittorio Veneto

### Città metropolitana di Venezia
- Chioggia
- Concordia Sagittaria
- Noale
- Portogruaro
- Venezia

### Provincia di Verona
- Bardolino
- Cologna Veneta
- Lazise
- Legnago
- Malcesine
- Pastrengo[2]
- Peschiera del Garda
- Rivoli Veronese[2]
- Soave
- Torri del Benaco
- Valeggio sul Mincio
- Verona (mura comunali, mura scaligere e sistema difensivo)
- Villafranca di Verona

### Provincia di Vicenza
- Arzignano
- Bassano del Grappa
- Brendola
- Lonigo
- Marostica
- Vicenza

## Trentino-Alto Adige

### Provincia autonoma di Trento
- Trento
- Riva del Garda
- Rovereto

### Provincia autonoma di Bolzano
- Glorenza
- Bressanone
- Brunico

## Valle d'Aosta
- Aosta